# Tuomo Ylipulli
Tuomo Sakari Ylipulli, né le 3 mars 1965 à Rovaniemi et mort le 23 juillet 2021, est un sauteur à ski finlandais.

## Biographie
Ses frères sont aussi skieurs : Jukka Ylipulli est coureur du combiné nordique et Raimo Ylipulli, également sauteur à ski.
Il fait ses débuts dans la  Coupe du monde en décembre 1982 à Oberstdorf, son premier podium en février 1983 à Vikersund et sa première et unique victoire sur la Tournée des quatre tremplins 1986-1987 à la manche de Bischofshofen. Aux Championnats du monde 1985 et 1987, il gagne deux titres mondiaux par équipes et détient une septième place au petit tremplin en 1987 à Oberstdorf comme meilleur résultat individuel.
En 1988, il dispute sa dernière compétition majeure aux Jeux olympiques de Calgary, prenant part seulement à l'épreuve par équipes, remportant la médaille d'or avec Matti Nykänen, Ari-Pekka Nikkola et Jari Puikkonen.

## Palmarès

### Jeux olympiques
| Épreuve / Édition | Calgary 1988 |
| Par équipes       | Or           |

### Championnats du monde
| Épreuve / Édition | Seefeld 1985 | Oberstdorf 1987 |
| Petit tremplin    | 36e          | 7e              |
| Grand tremplin    | 25e          | 10e             |
| Par équipes       | Or           | Or              |

### Championnats du monde de vol à ski
| Épreuve / Édition | Planica 1985 | Kulm 1986 | Oberstdorf 1988 |
| Individuel        | 7e           | 5e        | 37e             |

### Coupe du monde
- Meilleur classement général : 15e en 1987.
- 5 podiums individuels : 1 victoire, 1 deuxième place et 3 troisièmes places.

#### Victoires individuelles
| Année | Lieu                     |
| 1987  | Bischofshofen (Autriche) |

### Championnats du monde junior
- Médaille de bronze en individuel en 1983 à Kuopio.